# Cinzia Savi Scarponi
Cinzia Savi Scarponi (Roma, 12 novembre 1963) è un'ex nuotatrice italiana.
È stata una nuotatrice polivalente, la migliore in Italia prima nello stile libero e poi nella farfalla e nei misti e capace di vincere più di 10 titoli in un anno quando non c'erano ancora i campionati invernali. In quegli anni il nuoto europeo era dominato dalla squadra della Germania dell'est, capace di vincere ai campionati europei quasi tutti i titoli in campo femminile; per le atlete delle altre nazioni non c'era quasi possibilità di vincere, e questo ha limitato molto il successo della sua carriera internazionale.

## Carriera
È salita per la prima volta sul podio ai campionati italiani ancora dodicenne, nel 1976; l'anno dopo i suoi progressi erano tali da farle vincere quattro titoli nazionali e migliorare tre volte il primato italiano dei 100 m stile libero (diventando la prima a scendere sotto il minuto nella distanza, 59"97 ai Campionati italiani estivi di nuoto 1977 di Chiavari) e due quello dei 100 m farfalla. In estate è stata convocata per i campionati europei assoluti di Jönköping in cui ha nuotato con Cristina Ponteprimo, Paola Biagini e Silvia Blosi la finale della staffetta 4×100 m stile libero che è arrivata settima.
Nel 1978 ha vinto dieci titoli nazionali tra individuali e staffette e continuato a migliorare primati italiani (a fine carriera saranno oltre quaranta complessivamente); con la nazionale ha contribuito alla prima vittoria dell'Italia in coppa latina quando in aprile ha superato la Francia a San Juan di Porto Rico. A luglio ha debuttato ai campionati europei giovanili a Firenze in cui ha vinto l'oro nei 100 m delfino in 1'02"00 e l'argento nei 200 m misti. Un mese dopo ha partecipato ai campionati mondiali di Berlino ovest dove con 1'03"16 ha solo sfiorato l'ingresso in finale nei 100 m farfalla, eliminata per dodici centesimi.
Anche il 1979 è stato un anno di successo, sia in Italia con nove titoli vinti che nelle gare internazionali: ad aprile a Rio de Janeiro ha partecipato alla Coppa latina vincendola ancora; In estate è stata convocata per gli ottavi Giochi del Mediterraneo di Spalato dove in cinque gare (100 e 200 m farfalla, 400 m misti e staffette 4×100 m a stile libero e mista) ha vinto cinque medaglie d'oro. L'anno dopo ha cambiato un po' il suo programma di gare, preferendo il delfino e i misti allo stile libero ma rimanendo competitiva, con undici ori conquistati ai campionati nazionali. In questi due stili non è stata battuta ai campionati nazionali sino al termine della carriera. Convocata a Mosca per i Giochi Olimpici, è stata eliminata in batteria nelle gare a farfalla ed è arrivata quinta nella finale della staffetta 4×100 m mista con Laura Foralosso, Sabrina Seminatore e Monica Vallarin.
Il 1981 è stato l'anno di maggiore successo in campo nazionale con tredici titoli vinti in tutto. Con la nazionale ha partecipato alla coppa latina vincendo quattro gare individuali e ai campionati europei di Spalato in cui è arrivata alle finali individuali dei 100 m farfalla, quarta, e dei 200 m misti, quinta: inoltre con Manuela Carosi, Sabrina Seminatore e Silvia Persi è giunta sesta con la 4×100 m mista. L'anno dopo ha vinto ancora le "sue" gare sia ai campionati italiani che alla coppa latina, nei 100 m delfino per la quinta volta consecutiva; Ad agosto è stata convocata per i campionati del mondo di Guayaquil in cui è arrivata alla finale individuale nei 100 m farfalla (unica italiana a disputare una finale in quell'edizione dei Mondiali) e alla finale B nei 200 m misti.
All'inizio del 1983 ha manifestato propositi di ritiro e non ha partecipato ai campionati primaverili tornando poi sulla sua decisione, fatto positivo per la sua carriera: in luglio alle universiadi di Edmonton ha vinto tre medaglie d'argento nei 100 m farfalla e nei 200 e 400 m misti; un mese dopo agli europei di Roma ha nuotato in quattro finali: quarta nei 200 e nei 400 m misti, ha vinto la sua unica medaglia europea nei 100 m farfalla, terza dietro alle tedesche dell'est ed è arrivata al settimo posto con la 4×100 m mista con lo stesso quartetto di Spalato. Infine ai Giochi del Mediterraneo a settembre ha vinto quattro medaglie d'oro nei 100 e 200 m delfino, nei 200 m misti e con la staffetta mista.
In carriera ha stabilito primati italiani nei 100 m stile libero, 200 m stile libero, nei 100 m e 200 m farfalla, nei 200 m e 400 m misti oltre che nella staffetta, sia in stile libero che mista. In particolare il primato dei 100 m delfino è resistito 14 anni e quello dei 200 m misti è durato dal 1983 al 2000. Si è ritirata prima dei giochi di Los Angeles del 1984, dove c'è stato il boicottaggio dei paesi del blocco sovietico. Dopo il ritiro ha collaborato anche con RAI International, dove ha condotto diverse trasmissioni sportive.

## Primati
Questi i suoi primati personali in vasca da 50 metri:
- 50 m farfalla: 28"09
- 100 m farfalla: 1'01"10
- 200 m farfalla: 2'14"21
- 200 m misti: 2'16"56
- 400 m misti: 4'48"88

## Palmarès
| Giochi olimpici                   | 100 m farfalla            | 200 m farfalla            | 200 m misti            | 400 m misti     | 4×100 m st. libero | 4×100 m mista                  |
| 1980 Mosca Unione Sovietica       | elim. in batteria 1'03"41 | elim. in batteria 2'17"52 | ---                    | ---             | ---                | 5ª - 4'19"05 frazione: 1'02"61 |
| Campionati del mondo              | 100 m farfalla            | 200 m farfalla            | 200 m misti            | 400 m misti     | 4×100 m st. libero | 4×100 m mista                  |
| 1978 Berlino ovest Germania Ovest | 9ª in batteria 1'03"16    | ---                       | ---                    | ---             | ---                | ---                            |
| 1982 Guayaquil Ecuador            | 8ª 1'02"73                | ---                       | 3ª in finale B 2'21"08 | ---             | ---                | ---                            |
| Campionati europei                | 100 m farfalla            | 200 m farfalla            | 200 m misti            | 400 m misti     | 4×100 m st. libero | 4×100 m mista                  |
| 1977 Jönköping Svezia             | ---                       | ---                       | ---                    | ---             | 7ª - 4'05"28 :     | ---                            |
| 1981 Spalato Jugoslavia           | 4ª 1'02"27                | ---                       | 5ª 2'19"52             | ---             | ---                | 6ª - 4'18"14 :                 |
| 1983 Roma Italia                  | Bronzo 1'01"37            | ---                       | 4ª 2'18"07             | 4ª 4'48"88      | ---                | 7ª - 4'16"23 :                 |
| Giochi del Mediterraneo           | 100 m farfalla            | 200 m farfalla            | 200 m misti            | 400 m misti     | 4×100 m st. libero | 4×100 m mista                  |
| 1979 Spalato Jugoslavia           | Oro 1'02"96               | Oro 2'16"96               | ---                    | Oro 5'02"45     | Oro: 3'58"89 :     | Oro: 4'24"19 :                 |
| 1983 Casablanca Marocco           | Oro 1'02"79               | Oro 2'17"97               | Oro 2'18"80            | ---             | ---                | Oro: 4'17"99 :                 |
| Universiadi                       | 100 m farfalla            | 200 m farfalla            | 200 m misti            | 400 m misti     | 4×100 m st. libero | 4×100 m mista                  |
| 1983 Edmonton Canada              | Argento 1'02"31           | ---                       | Argento 2'19"75        | Argento 4'55"77 | ---                | ---                            |
| Europei giovanili                 | 100 m farfalla            | 200 m farfalla            | 200 m misti            | 400 m misti     | 4×100 m st. libero | 4×100 m mista                  |
| 1978 Firenze Italia               | Oro 1'02"00               | ---                       | Argento 2'24"77        | ---             | ---                | ---                            |

### Altri risultati
Coppa latina (vengono elencate solo le gare individuali)
- 1978: San Juan,  Porto Rico

100 m stile libero: oro, 59"55
200 m stile libero: bronzo, 2'09"12
100 m farfalla: oro, 1'03"97
- 1979: Rio de Janeiro,  Brasile

100 m stile libero: bronzo, 1'00"74
100 m farfalla: oro, 1'02"79
- 1980: Madrid,  Spagna

100 m farfalla: oro, 1'03"00
200 m farfalla: oro, 2'18"23
400 m misti: oro, 5'04"39
- 1981: Basse-Terre,  Guadalupa

100 m farfalla: oro, 1'02"99
200 m farfalla: oro, 2'18"34
200 m misti: oro, 2'21"85
400 m misti: oro, 5'00"24
- 1982: Buenos Aires,  Argentina

100 m farfalla: oro, 1'02"72
200 m farfalla: oro, 2'20"04
200 m misti: oro, 2'21"12
400 m misti: oro, 5'00"36

### Campionati italiani
42 titoli individuali e 22 in staffette, così ripartiti:
- 1 nei 50 m stile libero
- 6 nei 100 m stile libero
- 2 nei 200 m stile libero
- 11 nei 100 m farfalla
- 7 nei 200 m farfalla
- 8 nei 200 m misti
- 7 nei 400 m misti
- 9 nella staffetta 4×100 m stile libero
- 5 nella staffetta 4×100 m stile libero
- 8 nella staffetta 4×100 m mista

nd = non disputati
| Anno | Edizione    | st.libero50 m | st.libero100 m | st.libero200 m | farfalla100 m | farfalla200 m | misti200 m | misti400 m | st.libero4×100 m | st.libero4×200 m | mista4×100 m |
| ---- | ----------- | ------------- | -------------- | -------------- | ------------- | ------------- | ---------- | ---------- | ---------------- | ---------------- | ------------ |
| 1976 | Estivi      | -             | -              | -              | -             | -             | -          | -          | -                | 3                | -            |
| 1977 | Primaverili | nd            | 2              | 3              | -             | -             | -          | -          | 1                | 2                | -            |
| 1977 | Estivi      | nd            | 1              | 2              | 1             | -             | 2          | -          | 1                | 2                | -            |
| 1978 | Primaverili | nd            | 1              | 1              | 1             | -             | 1          | -          | -                | 2                | 1            |
| 1978 | Estivi      | nd            | 1              | 1              | 2             | -             | 3          | 1          | 1                | 2                | 1            |
| 1979 | Primaverili | nd            | 1              | 2              | 1             | -             | -          | -          | 1                | 1                | 1            |
| 1979 | Estivi      | nd            | -              | 2              | 1             | 1             | 2          | 2          | 1                | 2                | 1            |
| 1980 | Primaverili | nd            | 2              | -              | 1             | 1             | 1          | 1          | 2                | 2                | 1            |
| 1980 | Estivi      | nd            | -              | -              | 1             | 1             | 1          | 1          | 1                | 2                | 1            |
| 1981 | Primaverili | nd            | 1              | -              | 1             | 1             | 1          | 1          | 2                | 2                | 2            |
| 1981 | Estivi      | 1             | 1              | 2              | 1             | 1             | 1          | 1          | 1                | 1                | 2            |
| 1982 | Primaverili | nd            | 2              | -              | 1             | 1             | 1          | 1          | 2                | 1                | -            |
| 1982 | Estivi      | -             | -              | -              | 1             | -             | 1          | -          | 1                | 1                | 1            |
| 1983 | Estivi      | 2             | -              | -              | 1             | 1             | 1          | 1          | 1                | 1                | 1            |